# Salman el Persa
Salman el Persa o Salman al-Farissí (persa: سلمان فارسی, Salman-i Farsi; àrab: سلمان الفارسي, Salmān al-Fārisī) va ser un dels companys del profeta Muhàmmad. En algunes fonts és anomenat Abu-Abd-Al·lah.
Abans de la seva conversió es deia Ruzbeh. Va néixer a Kazerun, Fars, Pèrsia, on el seu pare el dehqán (cap) de la vila. Segons els relats islàmics provenia d'una família rica i era molt estimat pel seu pare.
Se li atribueix haver traduït al persa la sura Al-Fàtiha, la qual cosa seria la primera traducció d'un fragment de l'Alcorà,